# Mothocya bermudensis
Mothocya bermudensis là một loài chân đều trong họ Cymothoidae. Loài này được Bruce miêu tả khoa học năm 1986.